# لاري أتلاس
لاري أتلاس (بالإنجليزية: Larry Atlas)‏ هو كاتب مسرحي أمريكي، ولد في 1948.

## وصلات خارجية
- لاري أتلاس على موقع IMDb (الإنجليزية)
- لاري أتلاس على موقع قاعدة بيانات برودواي على الإنترنت (الإنجليزية)
- لاري أتلاس على موقع قاعدة بيانات الفيلم (الإنجليزية)